# Irish Open 1961
Die Irish Open 1961 waren die 48. Austragung dieser internationalen Meisterschaften von Irland im Badminton. Sie fanden in Dublin statt.

## Titelträger
| Disziplin    | Sieger                       |
| ------------ | ---------------------------- |
| Herreneinzel | Trevor Coates                |
| Dameneinzel  | Ursula Smith                 |
| Herrendoppel | Hugh Findlay Ronald Lockwood |
| Damendoppel  | Sue Peard Lena Rea           |
| Mixed        | Tony Jordan June Timperley   |

## Finalresultate
| Disziplin    | Sieger                       | Finalist                        | Ergebnis           |
| ------------ | ---------------------------- | ------------------------------- | ------------------ |
| Herreneinzel | Trevor Coates                | Tony Jordan                     | 7–15, 15–10, 15–9  |
| Dameneinzel  | Ursula Smith                 | Mary O’Sullivan                 | 11–7, 11–5         |
| Herrendoppel | Hugh Findlay Ronald Lockwood | Trevor Coates Tony Jordan       | 15–9, 15–10        |
| Damendoppel  | Sue Peard Lena Rea           | Ursula Smith Jennifer Pritchard | 15–12, 12–15, 15–7 |
| Mixed        | Tony Jordan June Timperley   | Trevor Coates Ursula Smith      | 15–10, 15–2        |